# تالاب خورخوران
تالاب بین‌المللی خورخوران و جنگل‌های حرا یا مانگرو یکی از مهم‌ترین جاذبه‌های گردشگری هرمزگان و بندر زیبای خمیر است. این تالاب و جنگل‌های حرا به حدی به لحاظ زیست‌محیطی اهمیت دارند که تحت عنوان ذخیره‌گاه زیست کره زمین به ثبت جهانی رسیده‌اند و از آن‌ها با دقت بالایی نگهداری می‌شود. جنگل‌های حرا هرمزگان در چند نقطه از استان وجود دارند. یکی از شناخته شده‌ترین آن‌ها، حرا قشم است؛ اما حرا تالاب خورخوران بندر خمیر، بزرگ‌ترین جنگل دریایی در خاورمیانه است و از این نظر بسیار مورد اهمیت است.
تالاب خورخوران در جنوب ایران و در استان هرمزگان قرار دارد. این تالاب نخست در سال ۱۳۵۱ با نام منطقه حفاظت شده حرا تحت حفاظت قرار گرفت. سپس در سال ۱۳۵۴ عنوان پارک ملی را به خود اختصاص داد و در سال ۱۹۷۶ میلادی به شبکه جهانی انسان و کره‌مسکون (MAB/UNESCO) پیوست. در سال ۱۳۶۱ مجدداً به سطح منطقه حفاظت شده عودت داده شد.

## ویژگی‌ها
- وجود اکوسیستم ویژه و منحصر به فرد جنگل‌های حرا.
- تنوع جانوری بسیار زیاد به خاطر موقعیت اکوتونی جنگل‌های حرا.
- زیستگاه مناسبی برای پرندگان مهاجر آبزی و آبزیان دریایی.[۳]

## شرایط اقلیمی
براساس اطلاعات حاصل از دو ایستگاه سینوپتیک بندرعباس و بندرلنگه منطقه دارای اقلیم بیابانی گرم شدید در سیستم کلیموگراف آمبرژه است. و به علت همسان بودن منطقه از نظر وضعیت جغرافیایی و به ویژه توپوگرافیک، تغییراتی در اقلیم آن حادث نشده و به عبارت دگیر اقالیم متنوعی ندارد. میزان متوسط بارندگی سالانه ۲۰۰ میلی لیتر است و پر باران‌ترین ماه‌های سال بهمن و اسفند با ۲۴ درصد و ۲۲ درصد بارش سالانه و ماه‌های شهریور و تیر با ۱۷ درصد و ۵/۳ درصد بارش سالانه کم بارش‌ترین ماه‌های سال می‌باشند. متوسط درجه حرارت سالانه بین ۲۶ تا ۲۷ درجه سانتی گراد می‌باشد. گرمترین ماه سال تیر ماه با ۳۴ درجه سانتی گراد و سردترین ماه سال دی ماه با متوسط سالانه ۱۸ درجه سانتی گرادمی باشد. ماه‌های اسفند و شهریور بیشترین رطوبت نسبی و آبان و آذر ماه از کمترین رطوبت نسبی برخوار است.

## خاک
خاک رویشگاه جنگل‌های مانگرو شور می باشدکه به نام خاک‌های هالومورفیک نیز موسوم است. خاک‌های شوره زار این منطقه سولونجک یا سولتنز هم نامیده می‌شوند، این خاک‌ها غالباً   نتیجه رکسوبات رودخانه‌های فصلی هستند این خاک‌ها حاوی عناصر بسیار ریزوظریف با بافت سنگین ماسه ای سیلیسی همرا با مقدار زیادی موادآلی وزنده وبرخی موادپوسیده گیاهی هستند دراین خاک‌ها املاح فراوانی از قبیل کلرور سدیم –کلرور منیزیم همراه با سولفات سدیم وجود دارد PHاین خاک‌ها از ۶/۷تا۳/۸ وهدایت الکتریکی آناز ۵۴/۳۲تا ۹۷/۴۰نوسان دارد.

## گونه‌های گیاهی
آخرین حد گسترش جنگلهای مانگرو در عرض جغرافیایی بالا جزء زیستگاه‌های غنی و با ارزش می با شد که در بخش شمالی خلیج فارس در این منطقه وجود دارد. زیستگاهی جذر ومدی که از یک سو با دریا با آب شور و از سوی دیگر با خشکی و رودخانه‌های آب شیرین در ارتباط است.

### تیپ زیستگاه
- پهنه‌های گلی
- جوامع جنگلی حرا (اکوسیستم ماندابی مانگرو)
- شوره زار‌ها
- زیستگاه آبی (دریایی)
- ساحل رودخانه مهران در غربی‌ترین مرز منطقه
- سواحل دریا
- گونه‌های شاخص

### گیاهان
- گونه درخت حرا با نام Avicenia marina

### هالوفیت‌های علفی
- Halocnemum strobilaceu
- Suaeda monoicaforsskale
- Suaeda maritime

## گونه‌های جانوری[۶]

### خزندگان منطقه
پلامیس پلاتوروس plamisplaturus
خانواده هیدروفیده «مار دریایی»: family hydrophidae
لاک پشت منقار عقابی: Eretmochelys imbricate
لاک پشت سبز: Cheloniamydas
مار جعفری با نام علمی Echiscarinatus

### پستانداران این منطقه
- جربیل بلوچستان (Gerbillusnanus)
- دلفین بینی بطری هندی Tursiopsaduncus در معرض خطر انقراض
- دلفین گوژپشت Sousa chinensis در معرض خطر انقراض
- پورپویز پوزه پهن (پورپویز بی باله Neophocaenaphocaenoides
- موش قهوه ای
- جربیل هندی
- جربیل ایرانی
- جربیل بیابانی هند
- جربیل لیبی
- جربیل کراسوس
- خرگوش

### فهرست برخی از ماهیان منطقه
ردیف نام فارسی نام علمی
- بیاح Liza abata
- حلوا Pampus tuber
- شوریده Otolithesargenteus
- شورت Sillagosihama
- اشلمبو Periophtholmus
- سنگسر Pomadaysargenteus
- شانک Argiropsfilamentosus
- گلو Arius thalassinus
- لقمه Myliobatisnochofil
- راشگو Eleutheronematetradactylu
- سفره ماهی قهوه ای Himanturagerrardi
- گربه ماهی Arius arius
- گل خورک Periophtalmussp
- ساردین Sardinellaalbella
- کهور Thryssavitrirostris
- لچه Gerrespoieti
- زمین کن Platycephalusindicus
- عروس ناخدا Plectrorhynchus

### پرندگان منطقه
این تالاب زیستگاه پرندگای از قبیل انواع حواصیل (حواصیل سفید بزرگ، حواصیل سبز، حواصیل هندی)، اگرت ساحلی، سلیم خرچنگ خوار، صدف خوار، کفچه نوک است و پرندگان در معرض تهدیدی همچون عقاب تالابی و عقاب شاهی در آن زیست می‌کنند.

## جاذبه‌های اکوتوریستی
تفرج گسترده و متمرکز، مطالعه فون وفلور، قایقرانی، ماهیگیری از فعالیت‌های اکوتوریستی منطقه می‌باشد.
تمام فعالیت‌های گردشگری در منطقه برای مردم محلی ایجاد درآمد مستقیم و غیر مستقیم دارد. قایق‌سواری و اقامت در خانه‌های محلی در اطراف ذخیره گاه به صورت مستقیم و خرید محصولات تولید شده در منطقه به صورت غیر مستقیم برای ساکنین اطراف منطقه ایجاد درآمد می‌کند.